# Supercoppa italiana (hockey su prato femminile)
La Supercoppa italiana  femminile di hockey su prato è una competizione hockeistica per club italiana, organizzato a cadenza annuale sotto la giurisdizione della FIH.
È stata istituita nel 2017-2018, e prevede una gara tra la vincitrice del campionato e la vincitrice della Coppa Italia.
La prima edizione è stata vinta dalla Lorenzoni sul CUS Pisa (qualificato come finalista della Coppa Italia, dato che la Lorenzoni aveva vinto sia il campionato che la Coppa Italia).

## Edizioni

### 2017-2018
| Arbitri: | Cesetti (Mogliano) Khan K. (Roma) |

|                    |           |         |
| Tosco (3), Savenko | Marcatori | Puglisi |

## Albo d'oro
- 2017-2018 -  Lorenzoni
- 2018-2019 -  Lorenzoni
- 2020-2021 -  Argentia
- 2021-2022 -  Lorenzoni
- 2022-2023 -  Lorenzoni
- 2023-2024 -  Amsicora

## Vittorie per squadra
| Squadra   | Coppe vinte |
| --------- | ----------- |
| Lorenzoni | 4           |
| Argentia  | 1           |
| Amsicora  | 1           |